# Letizia Bonini
Letizia Bonini (eigentlich Maria Letizia Bertramo; * 13. Mai 1902 in Florenz; † 20. Januar 1974 in Viareggio) war eine italienische Schauspielerin.

## Leben
Die Tochter des Schauspielerpaars Calisto Bertramo und Ernestina Bardazzi debütierte im Alter von 15 Jahren neben ihrem Vater, der auch künstlerischer Leiter eines Ensembles war, dem u. a. Alda Borelli angehörte. Bonini spielte am „Teatro del Popolo“ und in der Saison 1922/23 mit Eleonora Duse. Im nächsten Jahrzehnt entwickelte sie sich zur ersten Dame in den Schauspielgruppen um ihren Vater und um Umberto Casilini, mit denen zusammen sie auch zur Leitung gehörte. 1934 gründete sie mit Romano Calò die „Compagnia degli Spettacoli Gialli“ und spielte neben Giulio Donadio, Marcello Giorda, Memo Benassi und Corrado Racca. 1939 entstand eine bemerkenswerte Inszenierung von Giovacchino Forzanos Cesare.
Ihren Künstlernamen hatte Bonini sich für ihr Kinodebüt Il solitario della montagna zugelegt; die durch diesen frühen Tonfilm geweckten Erwartungen einer Filmkarriere erfüllten sich jedoch nicht. Die wenigen bis 1935 entstandenen Filme sind vollständig vergessen; einzig zwei ihrer drei Rollen im Jahr 1939 zeugen von den Fähigkeiten Boninis. Beide spielen im venezianischen Umfeld und zeigen sie als wichtigste weiblich Nebenrolle: Tat ohne Zeugen, ein großer Publikumserfolg, sowie Scandalo perbene, eine weniger erfolgreiche, aber inszenatorisch bemerkenswerte Arbeit.
Nach dem Zweiten Weltkrieg trat Bonini nicht mehr in Erscheinung.

## Filmografie (Auswahl)
- 1931: Il solitario della montagna
- 1939: Tat ohne Zeugen (Il fornaretto di Venezia)
- 1939: Scandalo perbene